# Trioleină
Trioleina sau trioleatul de gliceril este o trigliceridă derivată de la acidul oleic. Trioleina reprezintă 4–30% din uleiul de măsline. Este una dintre cele două componente ale uleiului lui Lorenzo.

## Proprietăți chimice
Trioleina se oxidează conform ecuației:
C
57H
104O
6 + 80 O
2 → 57 CO
2 + 52 H
2O